# Салаш Стрилић у атару Сомбора
Салаш Стрилић у атару Сомбора налази се на територији општине Сомбор, у Ранчеву, чији је кућни број 85, у приватној својини. Салаш Стрилић у атару Сомбора утврђен је за споменик културе Републике Србије 2001. године.

## Историјат
Салаш Стрилић у атару Сомбора један је од најстаријих салаша на подручју Војводине.
Салаш Стрилић као први из групе Стрилића салаша, саграђен је пре 1833. године, када је салашарска кућа уцртана на карти Ранчева.

### Породица Стрилић
Стрилић је буњевачка племићка породица из Бачке, из Сомбора. Пореклом су из Лике. Презиме им је први пут забележено 1551. године. Године 1764. Антун Стрилић из Алмаша (данас Бачки Аљмаш) затражио је од сомборског Магистрата да му се додели статут грађанина слободног и краљевског града Сомбора. Тада се у Сомбор досељава породица Стрилић и чија је једна грана породице купила велике површине обрадиве земље и ливада у атару градске пустаре Ранчева, северно од Сомбора. Породица Стрилић временом се разгранала, а њених потомака у Сомбору има и данас.

## О салашу
Салаш формирају слободностојеће зграде:
-стамбена и 
-помоћне (кошара, воларница, амбар на саоницама, два чардака за кукуруз и ђерам)
Зграде су распоређене у облику ћириличног слова "П", са амбаром у средишњем делу простора и чардацима на опкопу иза куће.
Стрилића салаш, старошћу и очуваношћу архитектонског садржаја представља вредну целину народног градитељства који, као усамљено привредно станиште одражава старији модел насеобинско економске организације карактеристичан за Војводину.

## Салаш данас
Сачаш Стрилић као утвђен за споменик културе подлеже мерама заштите за своје очување као што су очување изворног изгледа спољашње архитектуре и ентеријера, очување изворне намене свих зграда и површина које чине салаш – дворишта, окопа и баште, забрана градње на појединим парцелама и забрана промене намене пашњака око окућнице.